# 백작 전쟁
백작 전쟁(덴마크어: Grevens Fejde) 또는 백작의 난은 1534년부터 1536년까지 덴마크에서 일어난 로마 가톨릭교회와 개신교 세력 간의 내전이다.
1533년 4월 10일 덴마크의 프레데리크 1세 국왕이 사망하면서 프레데리크 1세의 아들인 크리스티안 3세가 덴마크의 국왕으로 즉위했다. 그렇지만 로마 가톨릭교회 주교들과 귀족들이 장악하고 있던 덴마크 의회는 그를 덴마크의 국왕으로 인정하지 않았다.
올덴부르크의 크리스토페르 백작(Christoffer)은 덴마크의 크리스티안 2세 국왕의 복위를 주장했으며 뤼베크의 지도자들, 셸란섬, 스코네, 코펜하겐, 말뫼의 귀족들 또한 올덴부르크의 크리스토페르의 입장을 지지했다. 백작 전쟁이라는 이름은 여기서 유래된 이름이다. 1534년에는 덴마크의 상인인 스키페르 클레멘트(Skipper Clement)가 이끄는 농민들이 윌란반도 북부에서 반란을 일으켰다.
닐스 브로크(Niels Brock), 홀게르 로센크란츠(Holger Rosenkrantz)가 이끄는 귀족군은 1534년 10월 16일에 일어난 스벤스트루프 전투(Svenstrup)에서 패전하고 만다. 크리스티안 3세 국왕은 일시적으로 뤼베크와의 평화 조약을 체결했다. 요한 란차우(Johan Rantzau)가 이끄는 군대는 1534년 12월 18일에 일어난 전투에서 올보르의 농민들을 포위시켰다. 이 과정에서 일어난 전투와 약탈로 인해 2,000명에 달하는 농민이 목숨을 잃었다.
1535년에는 스웨덴의 구스타브 1세 바사 국왕이 덴마크의 크리스티안 3세 국왕을 지원하기 위해 군대를 보내기로 결정했다. 스코네로 진격한 스웨덴 군대는 할란드를 침공하면서 덴마크로 진격했고 1535년 1월에는 스웨덴 군대와 귀족들이 헬싱보리에 상륙했다. 크리스토페르 백작의 군대는 헬싱보리를 스웨덴 군대에 넘겨주고 퇴각하게 된다.
외레순 해협을 상실한 크리스토페르 백작의 군대가 코펜하겐으로 철수하면서 전장은 셸란섬, 퓐섬으로 확대되었다. 1535년 6월 11일에는 란차우의 군대가 왹스네비에르 전투(Øksnebjerg)에서 크리스토페르 백작의 군대를 격파했다. 1536년 1월에는 뤼베크, 1536년 4월에는 말뫼, 1536년 7월 29일에는 코펜하겐이 크리스티안 3세에게 차례대로 항복을 선언했다.
백작 전쟁을 계기로 이를 계기로 덴마크에서는 로마 가톨릭교회 세력이 위축되었고 개신교 세력이 확장하게 된다. 또한 크리스티안 3세 국왕은 덴마크의 왕권을 확대하고 덴마크, 노르웨이의 종교 개혁을 진행하게 된다.

## 같이 보기
- 덴마크의 역사
- 크리스티안 2세
- 프레데리크 1세
- 크리스티안 3세